# Heineken Trophy 2000
Die Heineken Trophy 2000 waren ein WTA-Tennisturnier der WTA Tour 2000 für Damen und ein ATP-Tennisturnier der ATP Tour 2000 für Herren in Rosmalen in der Gemeinde ’s-Hertogenbosch und fanden gleichzeitig vom 19. bis 25. Juni 2000 statt.

## Herren
→ Hauptartikel: Heineken Trophy 2000/Herren

## Damen
→ Hauptartikel: Heineken Trophy 2000/Damen